# Gabriel María Nicolas
Gilbert Nicolas (Riom, 1462 - Rodez, 27 de agosto de 1532), más conocido por su nombre religioso Gabriel María Nicolas, fue un religioso católico francés, de la Orden de Frailes Menores de la Regular Observancia y cofundador de la Orden de la Anunciación de la Virgen María. Desde antiguo se le ha venerado como beato en la familia franciscana, sin embargo su culto no ha ha sido confirmado por la Iglesia católica que le considera siervo de Dios.

## Biografía

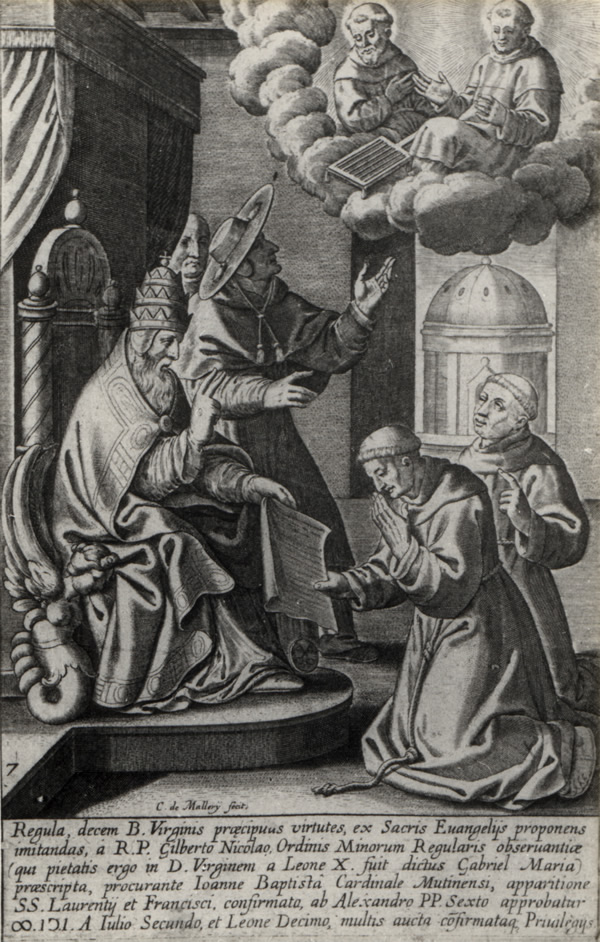
Grabado del siglo XVIII en el que se representa a Gabriel María Nicolas recibiendo la aprobación de la Regla de las monjas de la Anunciación.

Gilbert Nicolas nació en Riom hacia el 1462. A los dieciséis años entró en el convento de Notre-Dame de Lafond, cerca de La Rochelle, perteneciente a la provincia franciscana observante de Francia. Allí cambió su nombre por Gabriel María. Estudió en el convento de Amboise, donde fue presbítero y lector de teología. Entre 1,498 y 1502 fue portero del convento, que tomó relevancia por la presencia de la corte real en el castillo. Ahí conoció a la princesa Juana de Valois, hija de Luis XI de Francia, de quien fue confesor y director espiritual.
Cuando el duque de Orleans, futuro Luis XII de Francia, anuló su matrimonio con Juana, esta encontró su apoyo en Gabriel María quien la acompañó a Bourges. Fue aquí donde ambos fundaron el primer monasterio que, más tarde, daría inicio a la Orden de la Anunciación de la Virgen María, de espiritualidad franciscana y dedicado a la Virgen. Gabriel María obtuvo la aprobación del proyecto por el papa Alejandro VI en 1501. Las cinco primeras novicias hicieron sus votos el 20 de octubre de 1502.
Gabriel Nicolás fue unos de los principales defensores de la observancia franciscana, llegando a pedir su autonomía ante el papa Alejandro VI y oponiéndose al ministro general franciscano Egidio Delfini, que la quería integrar a la orden conventual. Fue nombrado vicario de la provincia observante de Aquitania (1503-1508) y, más tarde, vicario de la provincia de Borgoña. En 1511 fue vicario general de la observancia ultramontana, que comprendía todas las provincias de la Europa occidental fuera de Italia. Publicó numerosos escritos defendiendo la observancia, como el Nuevo tratados sobre las diez plagas que afligen la pobreza. Volvió a Francia como vicario provincial y, nuevamente, vicario general de la Observancia hasta el 1517, cuando el papa León X proclamó la plena independencia de los franciscanos conventuales y la preeminencia de los observantes sobre estos últimos. Escribió varias obras dirigidas a las monjas de la Anunciación: comentarios a la regla, sermones marianos, etc. También dio apoyo y consejo a la reforma de la Orden de las Clarisas Urbanistas y las Hermanas del Tercera orden de San Francisco. Escribió una regla para las terciarias de Chateau-Gontier, que luego fue adoptada por otras comunidades franciscanas francesas.
En 1520, Gabriel María fue confirmado como comisario general de la Observancia ultramontana y en visitó las provincias de Francia, Irlanda, Inglaterra y Escocia. Predicó la cruzada contra los otomanos e inició la investigación sobre la influencia del luteranismo entre los frailes. Además fue ministro provincial de Provenza y reformó el convento de París. Finalmente, Gabriel María murió el 27 de agosto de 1532 en el convento de la Orden de la Anunciación de Rodez (Aveyron).

## Culto
Gabriel María ha tenido un especial culto al interno de la Orden Franciscana y de la Orden de la Anunciación de la Virgen María antes de los decretos de Urbano VIII, sin embargo su culto no ha sido confirmado por la Iglesia universal. Formalmente, el proceso de beatificación fue incoado en diócesis de Créteil y clausurado en 1916. En 1927 el culto fue aprobado solo al interno de la familia franciscana y actualmente se encuentra en la Santa Sede, por lo que en la Iglesia católica es considerado siervo de Dios.